# 下露河朝鲜族乡
下露河朝鲜族乡（中国朝鲜语：／）是中华人民共和国辽宁省丹东市宽甸满族自治县下辖的一个民族乡。

## 行政区划
下露河朝鲜族乡下辖以下村级行政区划单位：
马架子村、连江村、通江村、川沟村、双联村和双广村。